# Museo de Fotografía del Sureste
El Museo de Fotografía del Sureste (en inglés: Southeast Museum of Photography) es un museo de fotografía fundado en 1992 que se encuentra en el campus del Daytona State College en Daytona Beach en el estado de Florida. En 2007 se trasladó al Mori Hosseini Center.
Su colección permanente dispone del trabajo de fotógrafos estadounidenses del siglo XX y entre ellos se encuentran William Klein, Sally Mann, Harry Callahan, Gordon Parks, Alfred Stieglitz, Edward Steichen, Paul Strand, Aaron Siskind y Robert Rauschenberg, disponiendo de un fondo superior a las 3.500 fotografías.